# Hôpital de la Marine de Flensbourg-Mürwik
L’hôpital de la Marine à Flensbourg, dans le quartier de Mürwik, est un complexe de bâtiments qui servit d'hôpital à la base navale militaire puis d'hôpital municipal sous le nom de Klinik Ost. Avec divers bâtiments, dont le château d'eau, il forme la zone extérieure de la cour extérieure de l'Académie navale de Mürwik.

## Histoire
En 1902, l'Amirauté envisage de construire une installation navale dans le Schleswig-Holstein, du côté de la mer Baltique. La ville de Flensbourg met gratuitement à disposition pour ce projet 15 hectares de terrain à l'extrémité de l'Osbek à Mürwik. Cinq ans plus tard, la construction de l'école navale commence. En 1907, les bâtiments de l'hôpital doivent être construits dans une nouvelle phase de construction au sud-ouest de l'académie navale.
Les projets des bâtiments de l'hôpital de la Marine par les deux architectes Heino Schmieden et Julius Boethke sont achevés en décembre 1907. L'année suivante, ils sont examinés et approuvés par l'Office du Reich à la Marine.
La construction de l'hôpital de la Marine commence en 1908. Il est construit dans un style architectural gothique en brique similaire à celui de l'école navale. L'hôpital de la Marine se compose du grand bloc hospitalier (ou bâtiment principal), du bâtiment administratif, du bâtiment de service, de la salle d'isolement et de la morgue. Un hangar est également construit. Peu de temps après, en 1912, la villa du médecin-chef, située au nord-est, aurait été construite.
En mai 1910, la construction de l'hôpital de la Marine est achevée : 100 lits sont disponibles pour soigner les marins.
La tour de garde de l'académie navale de Mürwik est probablement construite à proximité de l'hôpital de la Marine en 1911-1912. Dans le plan de construction de l'académie navale d'Adalbert Kelm, sur lequel l'hôpital de la Marine est également représenté, le contour en pointillés d'un éventuel bâtiment d'extension est montré à l'est de l'infirmerie, qui aurait été plus petite mais similaire à l'infirmerie, mais ne fut jamais construite.
Le 1er avril 1910, Fruerlund, Twedt, Twedter Holz et Engelsby furent incorporés à la ville de Flensbourg. L'Académie navale et l'hôpital de la Marine sont incorporés à la ville avec Twedter Holz.
La Reichsmarine réactive donc l'hôpital de Flensbourg-Mürwik le 10 septembre 1920, car des soins médicaux pour les soldats sont à nouveau nécessaires. Les soldats ne peuvent pas recevoir de soins médicaux dans les hôpitaux de la ville, car ils manquent de place.
Début 1921, conformément à un décret du ministère de la Défense du Reich, le service médical du bureau d'approvisionnement principal d'Altona examine et confirme la réutilisation de l'hôpital par la marine. L'hôpital est censé soigner particulièrement les blessures survenues lors des entraînements à la voile et au service sportif. Les membres des familles des soldats peuvent aussi recevoir des soins. Il n'est pas destiné à servir de maison de convalescence, de station thermale ou de foyer pour personnes souffrant de maladies pulmonaires, car il n'y a pas de proximité avec la forêt et la côte ouest du Schleswig-Holstein semble plus appropriée.
Pendant le Troisième Reich, la base navale de Flensbourg-Mürwik est considérablement agrandie. Sont construits les nombreux bâtiments de l'école de journalisme voisine. En novembre 1939, l'architecte paysagiste Hermann Mattern élabore un avant-projet d'un nouveau jardin pour ce qui était apparemment un nouveau complexe de bâtiments militaires à l'hôpital de la Marine. On ne sait pas exactement quelle fonction exacte le complexe immobilier était censé avoir. La conception n'est pas réalisée.
À cette époque, il est probablement envisagé de transformer l'hôpital de la Marine en école d'ingénieurs. En 1939-1940, le complexe de bâtiments du personnel de l'Académie navale de Mürwik est apparemment construit non loin de la Fördestrasse, qui servait initialement d'école d'officiers ingénieurs. Le 26 août 1939, lors de la mobilisation pour l'attaque de la Pologne, l'hôpital de la Marine est reclassé en hôpital de réserve. Un bunker hospitalier est prévu pour se protéger des bombardements aériens, mais il n'est jamais achevé. À l'automne 1944, seule une fosse fut creusée à l'est du bâtiment principal pour le bunker prévu, qui n'est plus conservée aujourd'hui.
À la fin de la Seconde Guerre mondiale, l'hôpital naval appartient à la zone spéciale de Mürwik. De grandes parties du bâtiment principal de l'Académie navale appartiennent également à l'époque à l'hôpital et sont utilisées en conséquence.
Le 2 mai 1945, le médecin du Reich des SS et de la police Karl Gebhardt se trouve dans la région de Flensbourg. À l'hôpital de la Marine, il se serait déguisé en généraliste de la Croix-Rouge. Le 11 mai, peu après la capitulation, il quitte Flensbourg avec l'entourage de Heinrich Himmler, avec lequel il était également venu, vers le sud pour s'y cacher, mais est arrêté malgré de faux papiers. Le 10 mai 1945, le dirigeant de la Waffen-SS Richard Glücks, chef de l'inspection des camps de concentration, se suicide au cyanure à l'hôpital de la Marine de Mürwik II afin d'éviter l'arrestation. Le 18 mai 1945, l'idéologue en chef Alfred Rosenberg est arrêté à l'hôpital. Le 27 mai 1945, Enno Lolling se serait également suicidé à l'hôpital de la Marine.
Cependant, la majorité des membres du gouvernement de Dönitz sont arrêtés à la Marinesportschule voisine, où se trouve le siège du gouvernement provisoire.
Après la guerre, certaines parties de l'hôpital de Mürwik auraient servi de camp pour les réfugiés venus à Flensbourg, bien qu'il n'ait pas été officiellement reconnu comme camp de secours.
À l'automne 1947, la partie du bâtiment de l'Académie navale qui sert également d'hôpital est intégrée aux hôpitaux municipaux avec l'hôpital de la Marine actuel. L'hôpital de la Marine est ainsi nommé Klinik Ost.
En 1989, la Klinik Ost est fermée. Après la fermeture, on envisage d'agrandir l'Académnie navale pour inclure les bâtiments de l'hôpital. Le 25 février 1989, le commandant de l'Académie navale, l'amiral Klaus-Dieter Sievert, confirme publiquement son intérêt à reprendre les bâtiments de l'hôpital afin d'y accueillir le nombre croissant d'aspirants officiers. En octobre 1991, le ministère de la Défense rejette les plans pour des raisons de coût.
À partir de 1993, le complexe immobilier sert de logement aux demandeurs d'asile. En 1998, l'hébergement ferme et une nouvelle phase de vacance commence.
L'hôpital de la Marine, tout comme les bâtiments de l'Académie navale construits à la même époque, est inscrit comme monument culturel de Mürwik. En 2007, l'entrepreneur danois Fritz Matzen rachète l'hôpital. En 2009, il annonce un projet pour l'hôtel "Kelm-Hof", mais il est rapidement abandonné. En 2013, il présente de nouveaux projets pour un complexe de logements pour personnes âgées. Le hangar de l'hôpital de la Marine, également inscrit comme monument culturel à Mürwik, est démoli sans autorisation à cette époque, lorsque Fritz Matzen en est le propriétaire. Les bâtiments subissent de nombreux dommages de visiteurs interdits.
Le 1er août 2014, la société Dolphin Capital Projekt achète le monument culturel pour 2,5 millions d'euros ; l'inscription au registre foncier a lieu le 31 octobre 2014. Le nouveau propriétaire envisage apparemment de rénover seulement trois des cinq immeubles classés restants et de les mettre sur le marché en tant que copropriétés à fort potentiel d'amortissement. En outre, de nouveaux bâtiments modernes sont prévus pour la densification, même si les espaces verts appartiennent à l'espace classé. En juillet 2020, le groupe d'entreprises dépose le bilan. Les bâtiments restent vides et leur préservation est menacée.
En mars 2024, l'hôpital a un nouveau propriétaire.

## Source, notes et références
1. ↑  (de) Flensburg in Geschichte und Gegenwart, 1972, p. 195
2. ↑  (de) Gerhard Nowc, « So kam die Marineschule in die Stadt », sur Schleswig-Holsteinischer Zeitung, 2010 (consulté le 31 juillet 2024)
3. ↑  (de) « indestens folgende bombensicheren LS-Anlagen wurden in Flensburg bis zum Kriegsende errichtet / begonnen und lediglich geplant », 2018 (consulté le 31 juillet 2024)
4. 1 2 3  (de) Gerhard Nowc, « Geschichte der Schule », sur Schleswig-Holsteinischer Zeitung, 2010 (consulté le 31 juillet 2024)
5. ↑  (de) Jürgen Prommersberger, Die Letzten Wochen des III. Reichs - Band 2: Die Ostfront : Der Endkampf um Deutschland 1944/1945, via tolino media, 2021, 420 p. (ISBN 9783752141573, lire en ligne)
6. 1 2 3  (de) Außereuropäische und europäische Hospital- und Krankenhausgeschichte : ein Vergleich, LIT, 2013, 414 p. (ISBN 9783643123411, lire en ligne), p. 345
7. ↑  (de) Gunnar Dommasch, « Vandalismus und Drogen: Immer wieder Einbrüche in die Klinik Ost », sur Schleswig-Holsteinischer Zeitung, 2022 (consulté le 31 juillet 2024)
8. ↑  (de) Mira Nagar, « Besitzer der ehemaligen Klinik Ost in Flensburg ist insolvent », sur Schleswig-Holsteinischer Zeitung, 2020 (consulté le 31 juillet 2024)
9. ↑  (de) Mira Nagar, Annika Kühl, « Die ehemalige Klinik-Ost in Flensburg hat einen neuen Eigentümer », sur Schleswig-Holsteinischer Zeitung, 2024 (consulté le 31 juillet 2024)

- (de) Cet article est partiellement ou en totalité issu de l’article de Wikipédia en allemand intitulé « Marinelazarett Flensburg-Mürwik » (voir la liste des auteurs).